# 1553 a tudományban
Az 1553. év a tudományban és a technikában.

## Csillagászat
- Leonard Digges publikálja híres csillagászati évkönyvét A General Prognostication címmel.

## Születések
- február 6. - Prospero Alpini, olasz orvos és botanikus (1617)
- Robert Hues, angol matematikus és geográfus (1632)
- Luca Valerio, olasz matematikus (1618)

## Halálozások
- február 19. - Erasmus Reinhold, német csillagász és matematikus (* 1511)
- Augustin Hirschvogel, német matematikus (1503